# Giovanni Battista Montecuccoli-Laderchi
Il marchese Giovanni Battista Montecuccoli-Laderchi (Bologna, 26 marzo 1624 – Modena, 30 novembre 1688) è stato un nobile e diplomatico italiano.
Fu 2º marchese di Guiglia a partire dal 1645. Nel 1661 fu nominato Mastro di Camera e nel 1667 Mastro di Campagna Generale presso la Corte estense di Modena.